# 消毒碗櫃

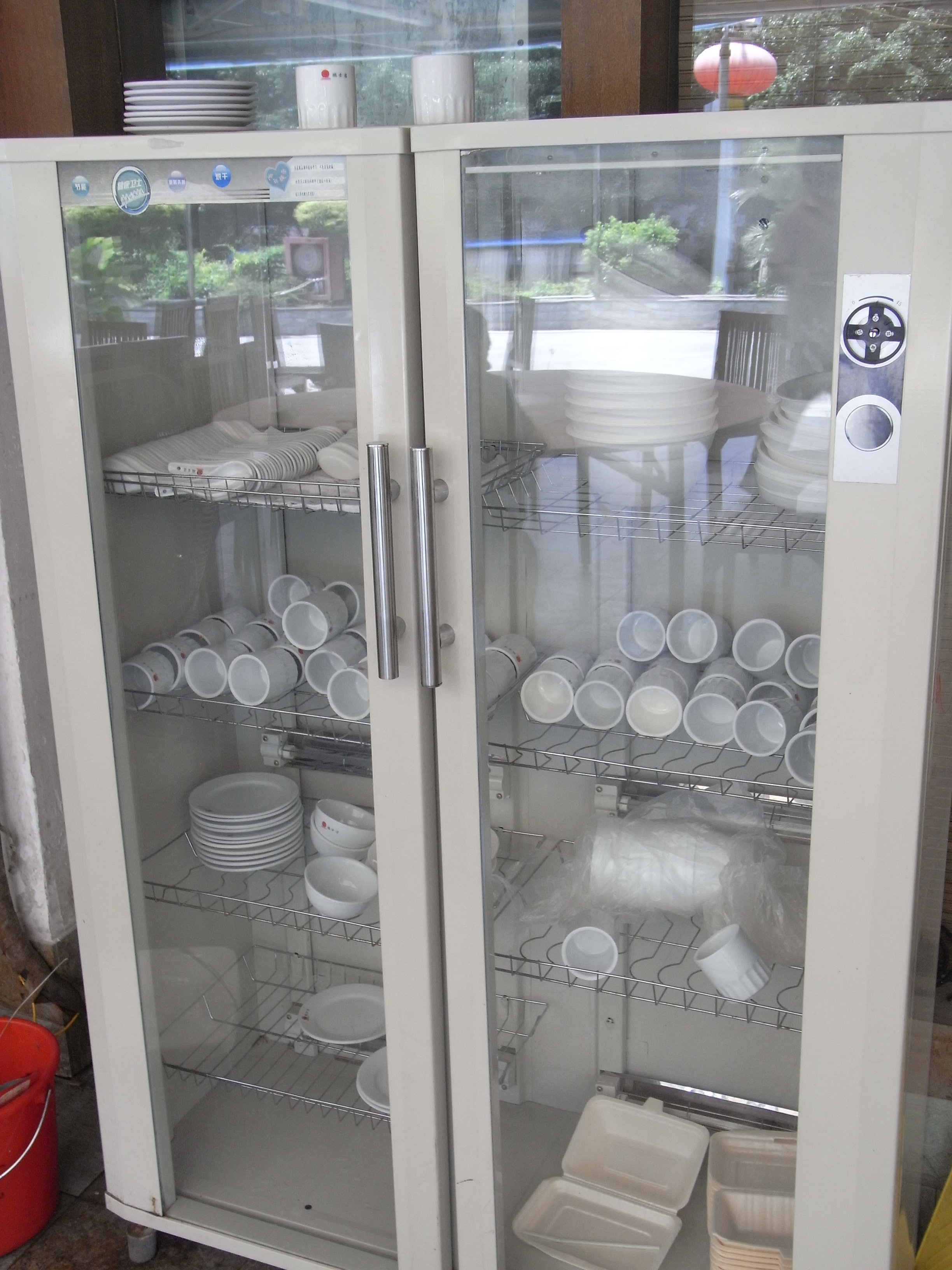
消毒碗櫃

消毒碗櫃是一個具消毒殺箘功能的電子碗櫃，主要是用作保持食用餐具的衛生。

## 消毒方式
現時的消毒櫃的消毒方式一般分三類型，包括臭氧消毒、紫外線消毒和高溫消毒。有些消毒碗櫃可提供多種消毒方式的消毒。
高溫消毒是以120度以上的高溫進行消毒，但會損害一些不耐熱的物品，例如碗布、木質及塑膠餐具。
臭氧消毒則是以高濃度臭氧來消毒，適用於大部分的餐具，以及殺箘能力高，但臭氧可能會殘留在餐具上一段時間。
紫外線消毒則以紫外線（一般是藍波）消毒，但因紫外線的穿透性問題，紫外線消毒只能用於表面消毒。